# Ernest Jones
Alfred Ernest Jones (1 de enero de 1879, Glamorganshire, Gales, Reino Unido-11 de febrero de 1958, Londres) fue un neurólogo galés, psicoanalista y biógrafo oficial de Sigmund Freud. Como el primer practicante en lengua inglesa del psicoanálisis y como presidente de la Sociedad Psicoanalítica Británica y de la Asociación Internacional de Psicoanálisis en las décadas de 1920 y 1930, Jones ejerció una influencia sin comparación en el establecimiento de sus organizaciones, instituciones y publicaciones en el mundo de habla inglesa.

## Biografía
Ernest Jones nació en Gowerton, una villa industrial en las afueras de Swansea, al sur de Gales. Hijo de un ingeniero autodidacta y exitoso hombre de negocios que trabajaba en la compañía minera de carbón que suministraba combustible para la Elba Steelworks de Gowerton. Creció en una familia acomodada y estudió en la Escuela primaria de Swansea, el Colegio Llandovery, en la Universidad de Cardiff y en la University College de Londres donde en 1901 obtuvo el título en medicina seguido de un doctorado y una membresía en el Colegio Real de Médicos en 1904. Estaba particularmente satisfecho de recibir de la Universidad la medalla de oro en obstetricia de su distinguido compañero galés sir John Williams.

### Relaciones de Jones con Melanie Klein

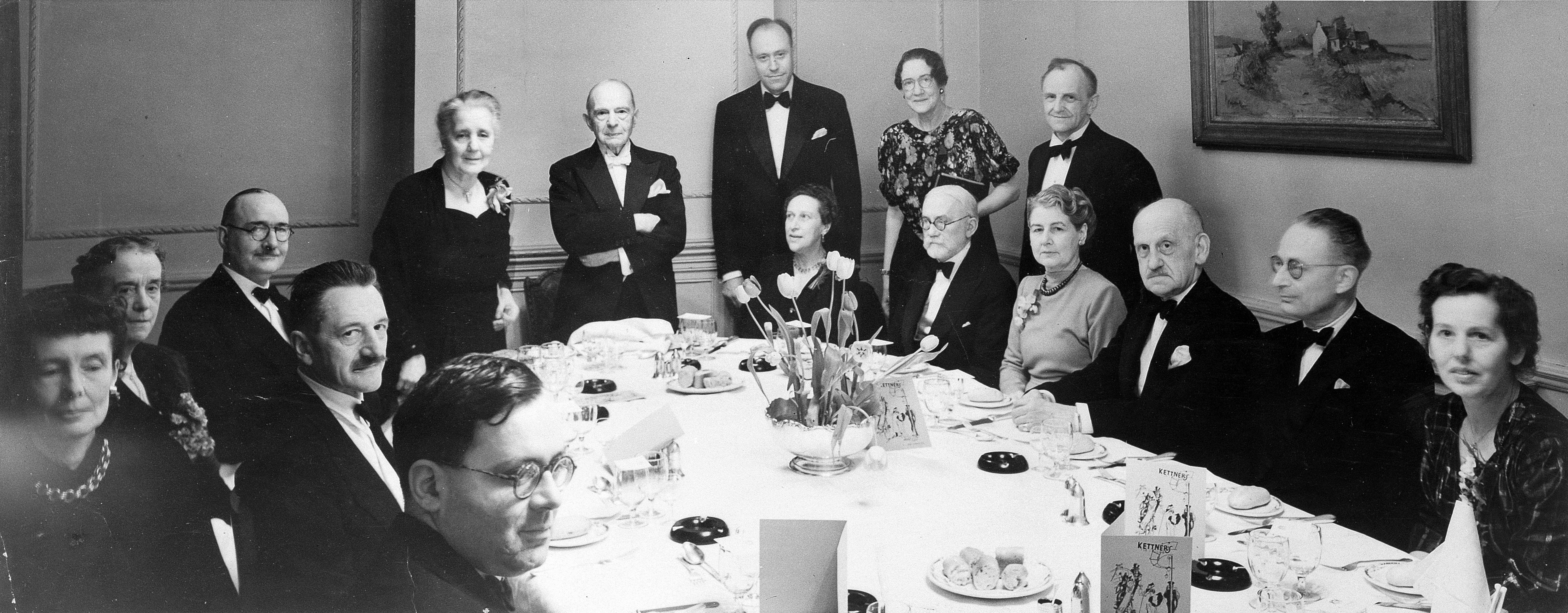
70.º aniversario de Melanie Klein, organizado por Ernest Jones en 1952, de pie a su derecha.

Jones invitó a Melanie Klein a Londres, a petición de ella, cuya posición dentro de la Sociedad Psicoanalítica de Berlín estaba desafiada a la muerte de Karl Abraham. El hijo de Jones, Mervyn Jones, se analizó por Melanie Klein, con su llegada a Londres, en virtud de un acuerdo previo, redactado entre Jones y. También, su hija, Gwyneth, y su esposa Katherine Jones-Jokl, también se analizaron por Klein, hasta la muerte prematura de Gwenith, en 1928.
De acuerdo con Phyllis Grosskurth, a pesar de su cercanía y lealtad a Freud, mantuvo su espíritu de independencia, defendiendo a Klein y su integración al movimiento psicoanalítico inglés. En su revisión crítica de dos biografías de Jones, Henriette Michaud recuerda en 2004 su «fanatismo prosélito».

## Obra
Los siguientes libros se ordenan por fecha de publicación. Una lista más completa de los artículos y otros trabajos de Jones puede ser encontrada en Maddox (2006).

### Algunas publicaciones
- Papers on Psycho-Analysis. Londres: Balliere Tindall & Cox 1912.
- Treatment of the Neuroses. London: Balliere Tindall & Cox. 1920.
- Essays in Applied Psycho-Analysis. Londres: International Psycho-Analytical Press 1923. Ed. revisada y aumentada, 1951, Londres: Hogarth Press. Reimpreso 1974 como Psycho-Myth, Psycho-History. 2 v. New York: Hillstone.
- 1924 (ed.) Social Aspects of Psycho-Analysis: Lectures Delivered under the Auspices of the Sociological Society. Londres: Williams & Norgate.
- Psycho-Analysis. Londres: E. Benn (reimpresión con una adenda (1947), What is Psychoanalysis ?, en 1949. Londres: Allen & Unwin) 1928.
- On the Nightmare. Londres: Hogarth Press and Institute of Psycho-Analysis 1931.
- The Elements of Figure Skating. Londres: Methuen. Ed. revisada y aumentada, 1952. Londres: Allen and Unwin. 1931.
- Hamlet and Oedipus. Londres: V. Gollancz 1949.
- Sigmund Freud: Life and Work 3 v. Londres: Hogarth Press 1953-1957.
- Sigmund Freud: Four Centenary Addresses. Nueva York. Basic Books (1956).
- Sigmund Freud: Life and Work, compendio de la obra precedente de 3 v. por Lionel Trilling y Stephen Marcus, con introducción de Lionel Trilling. New York: Basic Books. 1961.
- Free Associations: Memories of a Psycho-Analyst. Londres: Hogarth Press 1959.

### Correspondencia
- Paskauskas, R. Andrew (ed.) The Complete Correspondence of Sigmund Freud and Ernest Jones, 1908–1939. Belknap Press, Harvard University Press, 1995, ISBN 978-0-674-15424-7
- Sándor Ferenczi - Ernest Jones. Letters 1911-1933. Londres: Karnac Books, 2013. ISBN 978-1-7804917-6-9

## Edición en español
- Jones, Ernest (2003). Vida y Obra de Sigmund Freud. Barcelona: Editorial Anagrama. ISBN 84-339-0786-7.
- – (2001). Sigmund Freud & Ernest Jones: correspondencia completa 1908-1939. Madrid: Editorial Síntesis. ISBN 84-7738-839-3.
- –. Vida y obra de Sigmund Freud. Buenos Aires: Horme-Paidós.

1. Tomo I: Infancia y juventud. El autoanálisis. La interpretación de los sueños (1856-1900). 1996. ISBN 978-950-618-056-0.
2. Tomo II: Los años de madurez (1901-1919). 1997. ISBN 978-950-618-057-7.
3. Tomo III: La etapa final (1919-1930). 1997. ISBN 978-950-618-058-4.